# Бихавка-Друга
Бихавка-Друга (пол. Bychawka Druga) — село в Польщі, у гміні Бихава Люблінського повіту Люблінського воєводства.
Населення — 353 особи (2011).
У 1975-1998 роках село належало до Люблінського воєводства.

## Демографія
Демографічна структура станом на 31 березня 2011 року:
|          | Загалом | Допрацездатний вік | Працездатний вік | Постпрацездатний вік |
| -------- | ------- | ------------------ | ---------------- | -------------------- |
| Чоловіки | 165     | 33                 | 109              | 23                   |
| Жінки    | 188     | 34                 | 93               | 61                   |
| Разом    | 353     | 67                 | 202              | 84                   |